# Richard Ohlsson
Johan Richard Ohlsson, född 9 mars 1874, död 28 juli 1940, var en svensk tonsättare och violinist.
Ohlsson studerade vid Kungliga Musikkonservatoriet 1891–1894 och var konsertmästare i Stockholms Konsertförening 1902–1910. Efter 1910 ägnade han sig mest åt kvartettspel och var från 1914 affärsman. Han invaldes som ledamot nr 546 av Kungliga Musikaliska Akademien den 24 mars 1915.